# Niger vid världsmästerskapen i simsport 2024
Niger tävlade vid världsmästerskapen i simsport 2024 i Doha i Qatar mellan den 2 och 18 februari 2024. Niger hade en trupp på två idrottare, en av vardera kön.

## Tävlande per sport
Följande är en lista över antalet tävlande per sport.
| Sport   | Herrar | Damer | Totalt |
| ------- | ------ | ----- | ------ |
| Simning | 1      | 1     | 2      |
| Totalt  | 1      | 1     | 2      |

## Simning
Herrar
| Idrottare       | Gren         | Heat    | Heat      | Semifinal        | Semifinal        | Final            | Final            |
| Idrottare       | Gren         | Tid     | Placering | Tid              | Placering        | Tid              | Placering        |
| --------------- | ------------ | ------- | --------- | ---------------- | ---------------- | ---------------- | ---------------- |
| Marouane Mamane | 50 m frisim  | 0DSQ0   | 0DSQ0     | Gick inte vidare | Gick inte vidare | Gick inte vidare | Gick inte vidare |
| Marouane Mamane | 100 m frisim | 1.15,54 | 108       | Gick inte vidare | Gick inte vidare | Gick inte vidare | Gick inte vidare |

Damer
| Idrottare                 | Gren         | Heat    | Heat      | Semifinal        | Semifinal        | Final            | Final            |
| Idrottare                 | Gren         | Tid     | Placering | Tid              | Placering        | Tid              | Placering        |
| ------------------------- | ------------ | ------- | --------- | ---------------- | ---------------- | ---------------- | ---------------- |
| Salima Ahmadou Youssoufou | 50 m frisim  | 34,88   | 104       | Gick inte vidare | Gick inte vidare | Gick inte vidare | Gick inte vidare |
| Salima Ahmadou Youssoufou | 100 m frisim | 1.18,69 | 83        | Gick inte vidare | Gick inte vidare | Gick inte vidare | Gick inte vidare |